# 윤석오
윤석오(尹錫五, 1947년 5월 11일 ~ 2020년 4월 12일)는 대한민국의 배우였다.

## 이력
1966년 연극배우 첫 데뷔하였으며 1972년 MBC 문화방송 공채 5기 탤런트 정식 데뷔하였다.
1991년부터 2002년까지 서울특별시 구로구 및 금천구의회 의원을 지냈다. 이후 2005년 12월부터 2006년 1월까지는 한 달 간 자유민주연합 문화예술행정특임위원 직위를 지낸 전력이 있고 2008년 12월에서 2011년 3월까지 민주당 문화예술행정특임위원 직위를 지낸 전력이 있다.
윤창우라는 성명으로 활동 하기도 하였다
2020년 4월 13일 폐암 투병 끝에 숨졌다.

## 출연작

### 연극
- 1986년 《대원군》 ... 북청 강 서방 역(단역)

### 텔레비전 드라마
- 1973년 MBC 《수사반장》
- 1982년 MBC 《포로들》
- 1982년 MBC 《전원일기》
- 1983년 MBC 《3840 유격대》
- 1986년 MBC 《한지붕 세가족》
- 1988년 KBS2 《그 해 겨울은 따뜻했네》
- 1989년 MBC 《천사의 선택》도계 광업소 노조 위원 지광호 역
- 1990년 MBC 《조선왕조 오백년:대원군》 ... 동학 교도 역(이영범, 이창환 님과 더불어 출연)
- 1995년 EBS 《언제나 푸른마음》
- 1995년 MBC 《아파트》
- 1996년 MBC 《제4공화국》
- 1996년 SBS 《임꺽정》
- 1996년 KBS1 《용의 눈물》- 고려 말기 조선 초기 문신 심덕부 역  :  세종의 장인인 심온의 아버지
- 2000년 KBS1 《태조 왕건》 .... 유천궁의 집사장 역
- 2001년 MBC 《상도》 .... 송상의 장만칠 도방 역
- 2002년 EBS 《역사탐구 과거와의 대화》
- 2003년 EBS 《역사극장》
- 2006년 KBS2 《봄의 왈츠》 ... 병원의 경비원 역

### 영화
- 1973년 《딸부잣집》

## 참고 자료
- 보트 비전 - 남성 연극배우 겸 연기자 윤석오 前 민주당 문화예술행정특임위원 보관됨 2021-01-28 - 웨이백 머신